# Puente de Vadocondes
El puente de Vadocondes es un puente medieval construido en el siglo XVIII (1752-1758), a través del cual transcurre el río  Duero. Este puente está situado en la villa de Vadoconde, provincia de Burgos. Esta localidad tiene varios puentes con el mismo nombre, la principal diferencia es el estilo, en nuestro caso el puente es de estilo barroco.

## Autoría y escuela
A finales del siglo XVI se documenta la participación de reconocidos profesionales como Juan Negrete, Bartolomé Rada y Francisco del Hornedal y a mediados del siglo siguiente también participan en la construcción Francisco Bustamante y Pedro la Torre. En el siglo XVIII aparecen también asociados a esta fábrica Antonio Pontones y Andrés Zamora, correspondiendo a fray Antonio de San José Pontones, de origen trasmerano, el proyecto de reconstrucción llevado a cabo por Francisco Manuel de la Fuente. Ya avanzada la segunda mitad de este siglo documentamos al hermano Mateo Arana, donado del próximo monasterio de La Vid. En el tercer cuarto del ochocientos será el ingeniero de la Diputación Provincial, Juan Bautista Besabe, quien diseñó un amplio proyecto de reconstrucción que le ha permitido llegar consolidado hasta nuestros días.

## Descripción histórica
La villa de Vadocondes, según indica la toponimia, desempeñó un importante papel en las comunicaciones desde el medievo. De ahí que dispusieran de un magnífico puente aunque las crecidas del Duero hicieron necesario proceder a distintas reparaciones a lo largo de la Edad Moderna, algunas de especial significación. En 1591 se diseña una ambiciosa reconstrucción firmada por Juan Negrete en cuya ejecución intervinieron también maestros trasmeranos tan reconocidos como Bartolomé de Rada y Francisco de Hornedal. Sin embargo, las crecidas fueron afectando a la fábrica y a mediados del siglo XVII Francisco de Bustamante y Pedro la Torre estén llevando a cabo profundas reparaciones. A pesar del esfuerzo, en 1731 el puente se volvió de deteriorar y se pusieron a diseñar su reparación Antonio Pontones y Andrés Zamora, pero en las crecidas de 1752 volvió a verse afectado. Fue entonces cuando se encomendó a un profesional de probada pericia este tipo de obras públicas, fray Antonio de San José Pontones, que acometan un exhaustivo proyecto de reconstrucción, llevado a cabo, según sus indicaciones, por Francisco Manuel de la Fuente. La estructura volvió a debilitarse en la gran crecida de 1775, preparando el hermano Mateo de Arana  otro proyecto de reparación. Su estructura siguió sometida a los efectos en múltiples avenidas hasta que, en 1863, la Diputación Provincial de Burgos encarga al ingeniero Juan de Bautista Basabe un proyecto que conllevó la reconstrucción de los arcos centrales con sus correspondientes tímpanos y pilas. A pesar de tan dilatada trayectoria en el tiempo, continuo conservando algunos elementos de su antigua fábrica medieval y hoy constituye un elocuente testimonio de las vicisitudes tanto en la villa como de los avances de las técnicas en la relación de los puentes que se pone de manifiesto en los sucesivos proyectos gráficos que se conservan de sus intervenciones.

### Descripción tipológica
Puente de sillería y mampostería, planta ligeramente curva, perfil  alomado ,cuatro vanos de medio punto con bóvedas de cañón de sillería, tajamares apuntados aguas arriba y semicirculares con balconcillos aguas abajo. 

### Descripción técnica
Tiene una longitud de 78 metros, anchura de 4,80 metros y 11,80 metros de altura. Los arcos semicirculares con bóvedas de cañón tienen una luz entre 11,20 metros y 16,50 metros. Tajamares apuntados aguas arriba con balconcillos semicirculares aguas abajo. Tímpanos y estribos de mampostería. Planta ligeramente curva. Perfil alomado. Muro de contención anejo.